# Дугдаль, Роберт Карлович
Роберт Карлович Дугдаль (Дунгал) (англ. Robert Dugdale) — контр-адмирал, герой Чесменского морского сражения.
Выходец из Англии, служил в британском военном флоте. На русскую службу вступил в 1769 году лейтенантом на корабль «Евстафий Плакида» в эскадру Г. А. Спиридова и из Гулля отправился в плавание в Средиземное море.
В 1770 году Дугдаль принимал участие в Чесменском морском бою. За отличие произведён в капитан-лейтенанты и 9 июля 1771 года награждён орденом св. Георгия 4-й степени (№ 114 по кавалерскому списку Судравского и № 135 по списку Григоровича — Степанова)
В Чесменском порте, будучи употреблен в посылку в турецкий флот с брандером в производившуюся атаку, зажег неприятельский корабль.
Вслед за тем он получил чин капитана 2-го ранга и командовал фрегатом «Минерва» в составе эскадры графа А. Г. Орлова и находился при блокаде крепости Пелари на Лемносе.
В 1771—1773 годах Дугдаль продолжил крейсерские операции в Эгейском море и принимал участие в бомбардировке крепости Митилены и сожжении на стапелях двух турецких кораблей и галеры. По прибытии в Кронштадт в 1775 году состоял при Кронштадтской береговой команде.
С 1777 года Дугдаль в чине капитана 1-го ранга находился на Балтийском море и командовал в Кронштадте кораблём «Три иерарха», с 1780 года состоял в эскадре контр-адмирала А. И. Круза и был командиром корабля «Св. Николай»; в 1782 году произведён в капитаны генерал-майорского ранга и в 1783 году — в контр-адмиралы.
В 1784—1786 годах Дугдаль служил на Чёрном море в Херсоне, затем вернулся на Балтику. В январе 1790 года вышел в отставку. Дата смерти его не установлена.